# Herstedhøje
Herstedhøje er et kunstigt anlagt bakkelandskab med flere høje umiddelbart nord for Herstedøster i Albertslund Kommune.
Højeste punkt er 67 m over havets overflade, 35-45 m højere end det omkringliggende flade terræn.
Opbygningen af Herstedhøje blev påbegyndt i 1968, og bakken er bygget af ca. 3.000.000 m³ jord, murbrokker og betonklodser, der blev kasseret som byggeaffald. 
I dag fungerer Herstedhøje som et stort rekreativt naturområde i Vestskoven.